# Ängelholms kronopark
Ängelholms kronopark este o arie protejată (arie specială de conservare — SAC, sit de importanță comunitară — SCI) din Suedia întinsă pe o suprafață de 205,7 ha, integral pe uscat.

## Localizare
Centrul sitului Ängelholms kronopark este situat la coordonatele 56°14′38″N 12°49′27″E / 56.244°N 12.8242°E.

## Înființare
Situl Ängelholms kronopark a fost declarat sit de importanță comunitară în ianuarie 1998 pentru a proteja 1 specie de animale. Situl a fost protejat și ca arie specială de conservare în martie 2011.

## Biodiversitate
Situată în ecoregiunile continentală și marină Atlantică, aria protejată conține 7 habitate naturale: Dune împădurite din regiunile atlantică, continentală și boreală, Dune mobile de-a lungul țărmului cu Ammophila arenaria („dune albe”), Dune fixe decalcificate cu Empetrum nigrum, Dune mobile cu vegetație embrionară, Păduri caducifoliate de mlaștină fino-scandinave, Bancuri de nisip acoperite în permanență slab de apă marină, Dune de coastă fixe cu vegetație erbacee („dune gri”).
La baza desemnării sitului se află o specie protejată de  amfibieni: triton cu creastă (Triturus cristatus).